# Cerro Acotango
El Cerro Acotango es un estratovolcán ubicado en la frontera de Bolivia y Chile, entre el departamento de Oruro y la región de Arica y Parinacota. Es una de las tres cumbres que forman el Nevado Quimsachata.
Su zona de influencia directa está protegida por el parque nacional Lauca, por el lado chileno, y el parque nacional Sajama, por el lado boliviano.
Se cree que el montañista chileno Pedro Rosende habría observado restos de leña en su cumbre, durante la primera ascensión el 14 de octubre de 1965 junto a Sergio Kunstmann y Claudio Meier, sugiriendo que el Cerro Acotango fue uno de los tantos santuarios incas de altura en los Andes. No obstante, se necesitan más exploraciones para verificar esta información.

## Geología

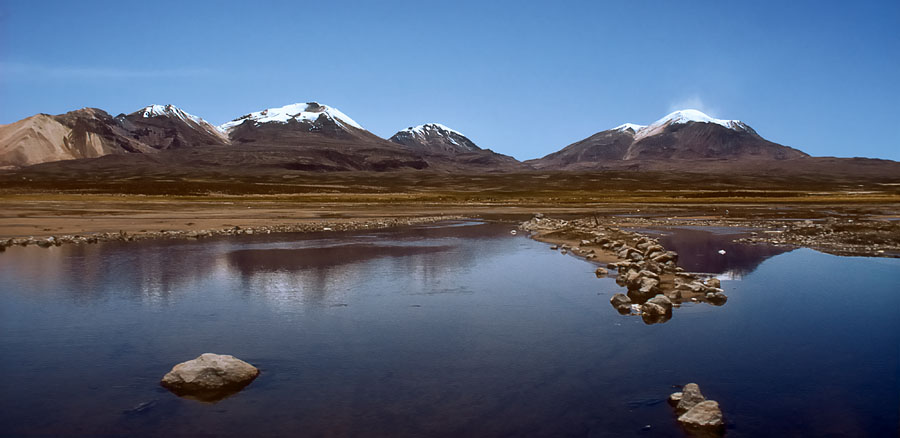
De izquierda a derecha, los Nevados Quimsa Chata (Umarata, Acotango y Capurata) y el volcán Guallatiri.

Corresponde al macizo más alto de los Nevados Quimsa Chata (del quechua o aimara: kimsa 'tres'; chata 'montaña'), un complejo volcánico de orientación norte-sur integrado además por los cerros Umarata (18°21′00″S 69°03′00″O / -18.35000, -69.05000, 5730 m s. n. m.) y Capurata (18°25′00″S 69°03′00″O / -18.41667, -69.05000, 5990 m s. n. m.).
Desde la cota 5400 hacia arriba se puede apreciar el edificio volcánico antiguo del Cerro Acotango, coronado en su cima por el borde erosionado de lo que fue un gran cráter, abierto hacia el norte a modo de anfiteatro producto de una explosión lateral.
El flanco sur del macizo está cubierto por un glaciar que, dada la condición de volcán activo del Acotango, podría desprenderse y derretirse durante una erupción, y causar daños severos en las zonas proximales.
Pese a la avanzada erosión de su superficie, un flujo de lava morfológicamente joven en el flanco norte del Acotango evidenciaba actividad eruptiva en el Holoceno. Sin embargo, estudios posteriores con imágenes de mayor resolución concluyeron la edad pleistocénica del volcán.